# Liga LEB Oro 2012-2013
La Liga LEB Oro 2012-2013 è stata la 57ª edizione della seconda divisione spagnola di pallacanestro maschile. La 6ª edizione con il nome LEB Oro.

## Squadre partecipanti
| Squadra                            | Città            | Regione             |
| ---------------------------------- | ---------------- | ------------------- |
| Cáceres Patrimonio de la Humanidad | Cáceres          | Estremadura         |
| Club Melilla Baloncesto            | Melilla          | Melilla             |
| Club Baloncesto Lucentum Alicante  | Alicante         | Comunità Valenciana |
| Club Baloncesto Breogán            | Lugo             | Galizia             |
| Ford Burgos                        | Burgos           | Castiglia e León    |
| Palencia Baloncesto                | Palencia         | Castiglia e León    |
| Lobe Huesca                        | Huesca           | Aragona             |
| Planasa Navarra                    | Pamplona         | Navarra             |
| Força Lleida                       | Lleida           | Catalogna           |
| Knet                               | Logroño          | La Rioja            |
| River Andorra                      | Andorra la Vella | Andorra             |
| Club Ourense Baloncesto            | Ourense          | Galizia             |
| Barcelona Regal B                  | Barcellona       | Catalogna           |
| Leyma Natura Básquet Coruña        | La Coruña        | Galizia             |

## Classifica finale
| #  | Teams                              | P  | V  | P  | PF   | PS   | Pt | Qualificate   |
| -- | ---------------------------------- | -- | -- | -- | ---- | ---- | -- | ------------- |
| 1  | Ford Burgos                        | 26 | 22 | 4  | 2163 | 1831 | 48 | Promozione    |
| 2  | River Andorra                      | 26 | 22 | 4  | 2080 | 1860 | 48 | Playoff       |
| 3  | Club Baloncesto Lucentum Alicante  | 26 | 18 | 8  | 2066 | 1883 | 44 | Playoff       |
| 4  | Palencia Baloncesto                | 26 | 15 | 11 | 2078 | 2054 | 41 | Playoff       |
| 5  | Club Baloncesto Breogán            | 26 | 14 | 12 | 1845 | 1805 | 40 | Playoff       |
| 6  | Cáceres Patrimonio de la Humanidad | 26 | 12 | 14 | 1921 | 1980 | 38 | Playoff       |
| 7  | Força Lleida                       | 26 | 11 | 15 | 1929 | 1943 | 37 | Playoff       |
| 8  | Lobe Huesca                        | 26 | 11 | 15 | 1874 | 1946 | 37 | Playoff       |
| 9  | Leyma Natura Básquet Coruña        | 26 | 11 | 15 | 1841 | 1879 | 37 | Playoff       |
| 10 | Barcelona Regal B                  | 26 | 11 | 15 | 1971 | 2130 | 37 |               |
| 11 | Planasa Navarra                    | 26 | 10 | 16 | 1897 | 2050 | 36 |               |
| 12 | Knet                               | 26 | 10 | 16 | 2008 | 2048 | 36 | Playout       |
| 13 | Club Ourense Baloncesto            | 26 | 9  | 17 | 1890 | 2035 | 35 | Playout       |
| 14 | Melilla Baloncesto                 | 26 | 6  | 20 | 2027 | 2146 | 32 | Retrocessione |

## Copa Príncipe de Asturias
Alla fine del girone di andata, le prime due squadre classificate si sfidano per la Copa Príncipe de Asturias in casa della vincitrice del girone di andata. Il vincitore della coppa giocherà gli eventuali play-off con il miglior posizionamento se terminerà la stagione tra la seconda e la quinta posizione. La Coppa è stata disputata il 1º febbraio.

### Squadre qualificate
| # | Squadre       | G  | V  | P | PF   | PS  | Pt |
| - | ------------- | -- | -- | - | ---- | --- | -- |
| 1 | Ford Burgos   | 13 | 11 | 2 | 1090 | 933 | 24 |
| 2 | River Andorra | 13 | 11 | 2 | 1064 | 980 | 24 |

### Partita
| Arbitri: | Garmendia Zorita García León López Córdoba |

| |            | |
| López Pérez 17 | Punti      | 15 Blanch |
| López Alcañiz 5 | Assist     | 4 Pérez, Schreiner |
| Sikma 7 | Rimbalzi   | 9 Flis |
| 7 Sikma• 9 López Alcañiz• 13 Toledo• 19 Xavier• 20 López Pérez 4 Ortega• 10 Aguilar• 11 Rocchia• 12 García• 14 Miguel• 41 Olmos | Formazioni | 5 Pérez• 8 Maresch• 10 Hampl• 15 Sánchez• 23 Safford 7 Wright• 12 Farfan• 21 Flis• 22 Moncasi• 25 Schreiner• 31 Blanch |
| Andreu Casadevall | Allenatori | Joan Peñarroya |

## Playoffs
|  | Quarti di finale | Quarti di finale | Quarti di finale | Quarti di finale | Quarti di finale | Quarti di finale | Quarti di finale |  |  | Semifinali | Semifinali | Semifinali | Semifinali | Semifinali | Semifinali | Semifinali |    |    | Finale  | Finale  | Finale | Finale | Finale | Finale | Finale |  |
|  |                  |                  |                  |                  |                  |                  |                  |  |  |            |            |            |            |            |            |            |    |    |         |         |        |        |        |        |        |  |
|  | 2                | Andorra          | 81               | 100              | 56               | 84               | 109              |  |  |            |            |            |            |            |            |            |    |    |         |         |        |        |        |        |        |  |
|  | 9                | Coruña           | 88               | 75               | 67               | 69               | 94               |  |  | Andorra    | Andorra    | Andorra    | 71         | 82         | 56         | 82         |    |    |         |         |        |        |        |        |        |  |
|  | 5                | Breogán          | 88               | 77               | 74               | 65               | 72               |  |  | Cáceres    | Cáceres    | Cáceres    | 68         | 59         | 73         | 70         |    |    |         |         |        |        |        |        |        |  |
|  | 6                | Cáceres          | 95               | 60               | 52               | 74               | 75               |  |  |            |            |            |            |            |            |            |    |    | Andorra | Andorra | 87     | 69     | 70     | 77     | 71     |  |
|  | 3                | Alicante         | Alicante         | 73               | 81               | 66               | 71               |  |  |            |            | Alicante   | Alicante   | 85         | 91         | 71         | 60 | 95 |         |         |        |        |        |        |        |  |
|  | 8                | Peñas Huesca     | Peñas Huesca     | 59               | 61               | 68               | 61               |  |  | Alicante   | Alicante   | Alicante   | Alicante   | 86         | 81         | 81         |    |    |         |         |        |        |        |        |        |  |
|  | 4                | Palencia         | 96               | 78               | 66               | 75               | 82               |  |  | Palencia   | Palencia   | Palencia   | Palencia   | 75         | 74         | 76         |    |    |         |         |        |        |        |        |        |  |
|  | 7                | Força Lleida     | 90               | 82               | 72               | 62               | 71               |  |  |            |            |            |            |            |            |            |    |    |         |         |        |        |        |        |        |  |

## Playout
|  | Finale |         |    |    |    |    |    |  |
|  |        |         |    |    |    |    |    |  |
|  | 12     | Clavijo | 57 | 76 | 58 | 65 | 85 |  |
|  | 13     | Ourense | 74 | 59 | 67 | 64 | 65 |  |

## Verdetti
- Promozioni in Liga ACB: Ford Burgos e Club Baloncesto Lucentum Alicante
- Retrocessioni in LEB Plata: Club Ourense Baloncesto e Melilla Baloncesto